# .tp
A .tp Kelet-Timor egykori internetes legfelső szintű tartomány kódja. Ma már nem ezt, hanem az ország portugál nevéből (Timor-Leste) létrehozott .tl-t használják. Az összes .tp végű oldalt átállítják .tl végűre.